# Geumseo-myeon
Geumseo-myeon (koreanska: 금서면) är en socken i den södra delen av Sydkorea, 250 km söder om huvudstaden Seoul.  Den ligger i kommunen Sancheong-gun i provinsen Södra Gyeongsang.